# NGC 753
NGC 753 est une vaste galaxie spirale intermédiaire située dans la constellation d'Andromède. NGC 753 a été découverte par l'astronome prussien Heinrich d'Arrest en 1865.

## Caractéristiques
Sa vitesse par rapport au fond diffus cosmologique est de 4 608 ± 18 km/s, ce qui correspond à une distance de Hubble de 68,0 ± 4,8 Mpc (∼222 millions d'al).
À ce jour, une vingtaine de mesures non basées sur le décalage vers le rouge (redshift) donnent une distance de 47,285 ± 11,948 Mpc (∼154 millions d'al), ce qui est à l'extérieur des valeurs de la distance de Hubble. Notons que c'est avec la valeur moyenne des mesures indépendantes, lorsqu'elles existent, que la base de données NASA/IPAC calcule le diamètre d'une galaxie et qu'en conséquence le diamètre de NGC 753 pourrait être d'environ 65,9 kpc (∼215 000 al) si on utilisait la distance de Hubble pour le calculer.
Wolfgang Steinicke et le professeur Seligman classent cette galaxie comme une spirale barrée, mais l'image de l'étude DSS ne montre pas la présence d'une barre. Le classement de spirale intermédiaire (SAB) par la base de données NASA/IPAC et par HyperLeda est plus approprié.
La classe de luminosité de NGC 753 est II-III et elle présente une large raie HI.
En raison d'une brillance de surface égale à 14,19 mag/am2, on peut qualifier NGC 753 de galaxie à faible brillance de surface (LSB en anglais pour low surface brightness). Les galaxies LSB sont des galaxies diffuses (D) avec une brillance de surface inférieure de moins d'une magnitude à celle du ciel nocturne ambiant.

## Supernova
La supernova SN 1954E a été découverte dans NGC 753 le 26 septembre 1954 par l'astrophysicien américano-suisse Fritz Zwicky. Le type de cette supernova n'a pas été déterminé.

## Groupe de NGC 669
NGC 753 fait partie du groupe de NGC 669. Ce groupe comprend plus d'une trentaine de galaxies, dont 15 figurent au catalogue NGC et 3 au catalogue IC.